# Kankuamo marquezi
Genre
Espèce
Kankuamo marquezi, unique représentant du genre Kankuamo, est une espèce d'araignées mygalomorphes de la famille des Theraphosidae.

## Distribution

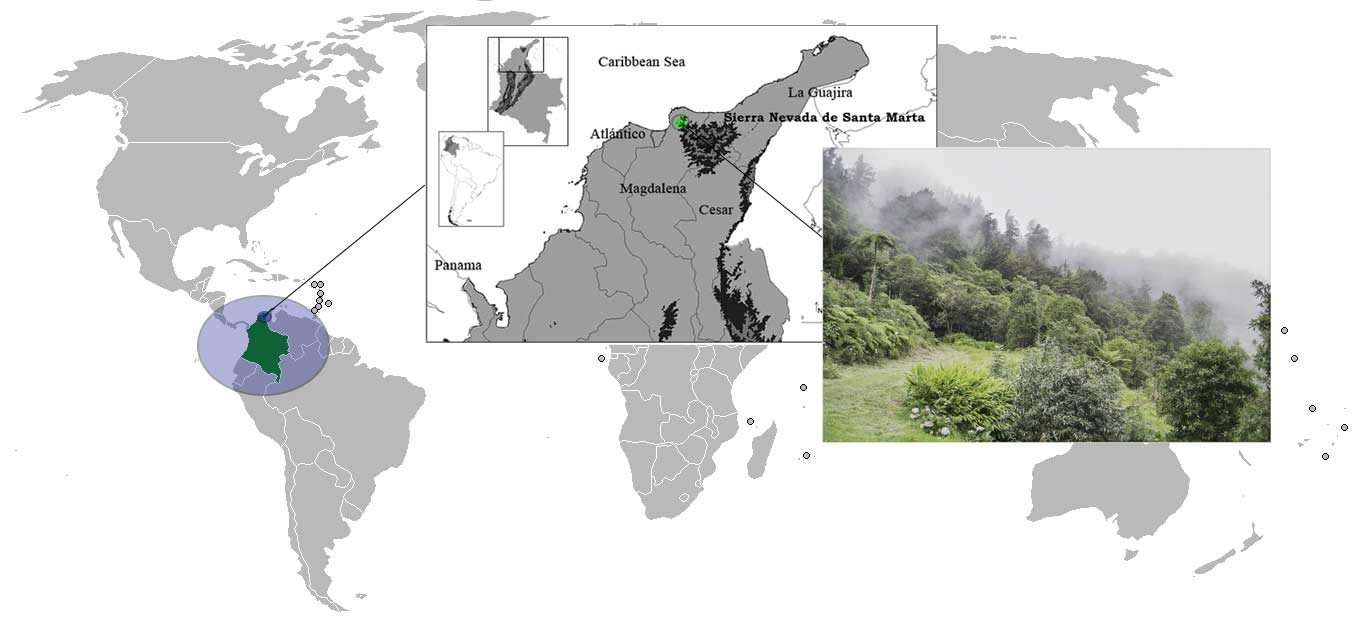
Distribution : lieu de découverte de Kankuamo marquezi

Cette espèce est endémique du département de Magdalena au Colombie,. Elle se rencontre à Santa Marta vers 2 200 m d'altitude dans la Sierra Nevada de Santa Marta.

## Écologie et comportement
Alors que les mygales se défendent en projetant en l'air des poils urticants de leur abdomen, Kankuamo marquezi attend d'être en contact avec ses adversaires pour les enfoncer directement dans leur chair. La substance urticante contenue dans les poils de cette araignée peut tuer de petites proies et donner d'importantes démangeaisons chez l'Homme. Selon le biologiste uruguayen Carlos Carlos Perafán, co-auteur de l'étude sur Kankuamo marquezi, les poils de cette dernière « sont différents de ceux recouvrant le corps des autres mygales parce qu'ils ont un bout pointu, qui leur permet de pénétrer directement dans la peau ou les muqueuses de leurs ennemis ».

## Description
Le mâle holotype mesure 27 mm et la femelle paratype 39 mm.

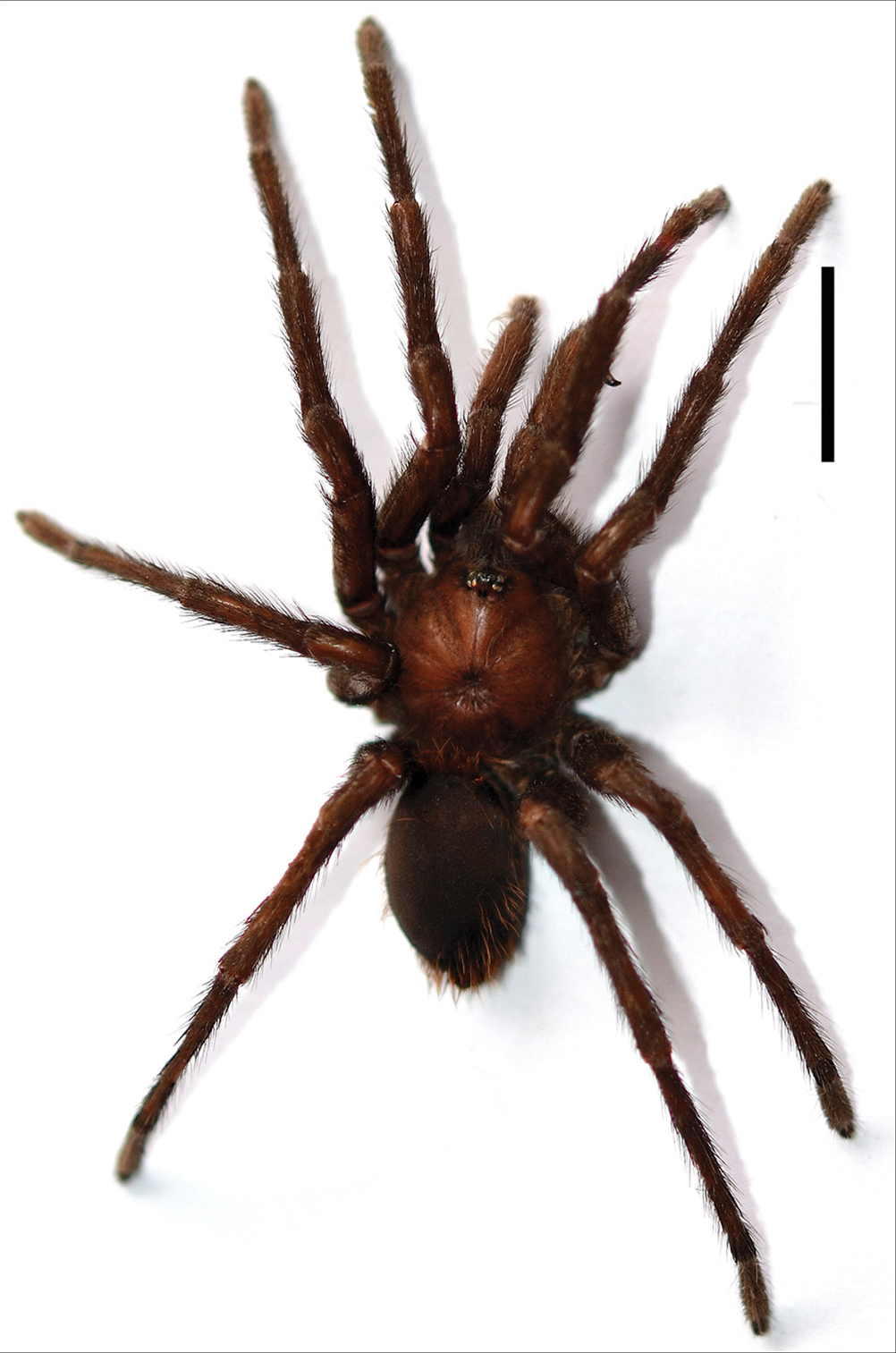
Kankuamo marquezi ♂

Kankuamo marquezi possède une caractéristique unique chez les arachnides. En effet, les mâles de l'espèce ne sont pas dotés d'un pénis mais de bulbes situés aux extrémités de leurs pattes avant, par lesquels le sperme est transféré à la femelle pour la féconder.

## Étymologie
Cette espèce est nommée en l'honneur de Gabriel García Márquez.
Ce genre est nommé en l'honneur des Kankuamos dont la langue et la culture sont très en danger.

## Publication originale
- Perafán, Galvis, Gutiérrez & Pérez-Miles, 2016 : Kankuamo, a new theraphosid genus from Colombia (Araneae, Mygalomorphae), with a new type of urticating setae and divergent male genitalia. ZooKeys, no 601, p. 89-109.